# هارولد أولسون
هارولد أولسون (بالإنجليزية: Harold Olson)‏ هو لاعب كرة قدم أمريكية أمريكي، ولد في 19 يناير 1938 في آشفيل في الولايات المتحدة.

## وصلات خارجية
- هارولد أولسون على موقع مرجع كرة القدم المحترفة.كوم (الإنجليزية)